# Skórzewo (województwo pomorskie)
Skórzewo – osada  w Polsce położona w województwie pomorskim, w powiecie człuchowskim, w gminie Człuchów. 
Miejscowość kaszubska, wchodzi w  skład sołectwa Sieroczyn.
W latach 1975–1998 miejscowość administracyjnie należała do województwa słupskiego.

## Historia
Od drugiej połowy listopada 1906 r. do 7 marca 1907 r. w miejscowej szkole elementarnej odbył się strajk dzieci przeciwko nauczaniu religii w języku niemieckim. Z uczestników strajku znane są nazwiska następujących dzieci: Kaszubowski, Hamernik, Zaborowski, Schultek, Stanke, A. Jakusz, L. Czech. Strajk był elementem znacznie większej akcji biernego oporu wobec pruskich władz szkolnych, która na przełomie 1906 i 1907 r. objęła ponad 460 (!) szkół w prowincji Prusy Zachodnie, czyli przedrozbiorowe Pomorze Gdańskie, Powiśle, ziemię chełmińską i ziemię lubawską oraz część Krajny. Inspiracją dla strajków pomorskich były wcześniejsze działania dzieci w prowincji wielkopolskiej, ze słynnym strajkiem we Wrześni (1901) na czele.